# Los Canarios
Los Canarios fue un grupo de soul y rock español que se formó en Las Palmas de Gran Canaria en 1964 alrededor de su cantante, Teddy Bautista, y que se separaron en 1974.
Su mayor éxito fue la canción «Get On Your Knees» (1968).

## Trayectoria
Salvador Domínguez, que fue guitarrista de la banda en sus últimos tiempos, incluye los datos históricos de la banda en su libro Bienvenido Mr. Rock ... Los primeros grupos hispanos 1957-1975. Inicialmente se hacían llamar "Los Ídolos", aunque al iniciar el viaje que realizaron a Estados Unidos (1967), decidieron cambiarse el nombre a "The Canaries", grabando allí su primer LP: Flying High with The Canaries.

### La época de los hits
A la vuelta españolizaron su nombre por "Los Canarios", y grabaron una serie de sencillos de rock con metales con muchas influencias soul, que tuvieron bastante proyección. Su primer sencillo en esta línea fue «The incredible Miss Perryman», para la película Peppermint frappé, de Carlos Saura, que fue protagonizada por Geraldine Chaplin y José Luis López Vázquez. Pero su mayor hit lo obtendrían con su siguiente sencillo, «Get On Your Knees», producido por Alain Milhaud y grabado en Londres con músicos de estudio ingleses, que se convirtió en la canción del verano en 1968.
La formación en esta época era la siguiente:
- Teddy Bautista (cantante, armónica, guitarra de ritmo), Gibson Les Paul Custom
- Germán Pérez (guitarra solista), Fender Telecaster
- Graham Bircumshaw (órgano)
- Álvaro Yébenes (bajo), Fender Jazz Bass
- Tato Luzardo (batería)
- Feliciano "Nano" Muñoz (trompeta)
- Alfredo Mahiques (trombón)
- Vicente Mahiques (saxo)

A lo largo de este tiempo fueron pasando por el grupo varios músicos, entre ellos Félix Sierra, que sustituyó a Graham Bircumshaw al órgano, y el cantante madrileño Pedro Ruy-Blas, que fue el encargado de suplir la ausencia del líder del grupo, Teddy Bautista, durante su servicio militar, con gran éxito. Tras la mili de Bautista, este inició temporalmente una carrera en solitario, y posteriormente regresó al grupo. Con la reincorporación de Bautista evolucionaron hacia un sonido menos negro y más jazz rock, como el que hacían en Estados Unidos grupos del tipo de Chicago o Blood, Sweat & Tears. En esta línea, menos cercana al soul pero manteniendo los metales, grabarían varios singles y dos LP: Libérate y Canarios vivos.
Su tema «Free Yourself» fue usado en la película Al final del camino (2009).

### La época final
En 1973, Eduardo Bautista decidió abandonar el grupo, que continúa ofreciendo conciertos por España con Juan Antonio Pueyo de cantante. Teddy decide poner una demanda y hacer valer sus derechos del registro legal del nombre Los Canarios como grupo musical. El grupo cambia de nombre a Alcatraz y Teddy Bautista con nuevos componentes, y sin sección de viento, graba un disco de rock progresivo o sinfónico que sería el último LP del grupo, Ciclos, basado en Las cuatro estaciones de Vivaldi. 

## Evolución posterior de sus miembros
Tras la desaparición del grupo en 1974 Teddy Bautista desarrolló una larga carrera como gestor cultural, al presidir el Consejo de Dirección de la Sociedad General de Autores y Editores (SGAE) durante 16 años (1995-2011), hasta que hubo de abandonar dicho puesto como consecuencia de su imputación en el llamado Caso Saga, una investigación sobre una trama delictiva presuntamente desarrollada en la SGAE por él y otros 7 directivos.
Cuatro de los miembros de la sección de viento de la banda, entre ellos Feliciano "Nano" Muñoz (trompeta) y los hermanos Alfredo Mahiques (trombón) y Vicente Mahiques (saxo), que no encajaban en el cambio final que imprimió Bautista al grupo, formaron en 1973 el grupo Alcatraz, que grabó un LP en la línea del grupo estadounidense Chicago, y del que derivó posteriormente "La Orquesta Alcatraz", aún operativa, aunque con diferentes músicos en la banda.
El cantante Pedro Ruy-Blas formó parte, como baterista y cantante, de uno de los proyectos jazz fusión más relevantes de los años setenta en España, el grupo Dolores, junto al músico Jorge Pardo, con influencias aflamencadas, además de una prolongada carrera en solitario. A su vez, también desarrolló una dilatada carrera como actor teatral de musicales, participando en obras como Jesucristo Superstar, Los miserables, La Maja de Goya o Cats, que se mantuvieron durante muchos años en cartel en teatros.

## Discografía
La mayor parte de los discos editados por la banda no se encuentran actualmente disponibles en el mercado: Ciclos es el único disco de Los Canarios que es posible encontrar hoy comercialmente. 

LP
- 1967: Flying High with The Canaries (primer LP grabado y editado solo en EE. UU. En España lo editó en 1985 el sello Cocodrilo).
- 1968: Lo mejor del clan! (LP) (recopilatorio de sencillos compartido con Pop-Tops)
- 1969: Lo mejor del clan. Vol. II (LP) (recopilatorio de sencillos compartido con Pop-Tops y Mike Kennedy)
- 1970: Libérate! (LP)
- 1972: Canarios vivos (LP) (no contiene Revival, pues se editó como sencillo)
- 1974: Ciclos (LP doble)

Sencillos
- 1967 «The incredible miss Perryman-Peppermint frappé» / «Keep on the Right Side»
- 1967: «Get on Your Knees» / «Trying So Hard»
- 1967: «Three-Two-One-Ah» / «Pain»   (editado también en Reino Unido por el sello Major Minor)
- 1968: «Child» / «Requiem for a Soul»
- 1970: «Free Yourself» / «I wonder what freedom means»
- 1971: «Extra-extra / «Reaching out»
- 1971: «Reacción» / «Señor estoy preparado»
- 1972: «Revival» / «Chaos»